# Genyornis newtoni
Genyornis newtoni es una especie extinta de ave anseriforme no voladora que vivió en Australia hasta hace 50 000 años. Medía 2,5 metros de altura y pesaba de 200 a 240 kg. Sus parientes más cercanos son los actuales anímidos, patos y gansos. Esta especie se extinguió muy rápido, demasiado como para ser explicada por un cambio en el clima. Por esto parece deberse a los primeros seres humanos que llegaron al continente. La forma del pico sugiere que eran una combinación de depredadores y carroñeros.